# Marino Bacallado Alfonso
Marino Bacallado (Santa Cruz de Tenerife, 26 de setembre de 1974) és un exfutbolista canari, que jugava com a porter.
Es va formar a les files del CD Tenerife, però només va disputar un partit amb el primer equip, a la temporada 96/97.
Durant 12 anys ha estat el porter de la UD Lanzarote, tot arribant a ser el capità. Al desembre de 2008 va deixar l'equip per la crisi econòmica de l'entitat.